# Подкрай-при-Веленю
Подкрай-при-Веленю (словен. Podkraj pri Velenju) — поселення в общині Веленє, Савинський регіон, Словенія. 
Висота над рівнем моря: 510,6 м.